# 4201 Орош
4201 Орош (4201 Orosz) — астероїд головного поясу, відкритий 3 травня 1984 року.
Тіссеранів параметр щодо Юпітера — 3,146.